# 1852 Carpenter
1852 Carpenter је астероид главног астероидног појаса са пречником од приближно 22,89 km.
Афел астероида је на удаљености од 3,200 астрономских јединица (АЈ) од Сунца, а перихел на 2,835 АЈ.
Ексцентрицитет орбите износи 0,060, инклинација (нагиб) орбите у односу на раван еклиптике 11,175 степени, а орбитални период износи 1914,821 дана (5,242 година).
Апсолутна магнитуда астероида је 11,10 а геометријски албедо 0,122.
Астероид је откривен . 1950. године.